# كيمياء تحليلية

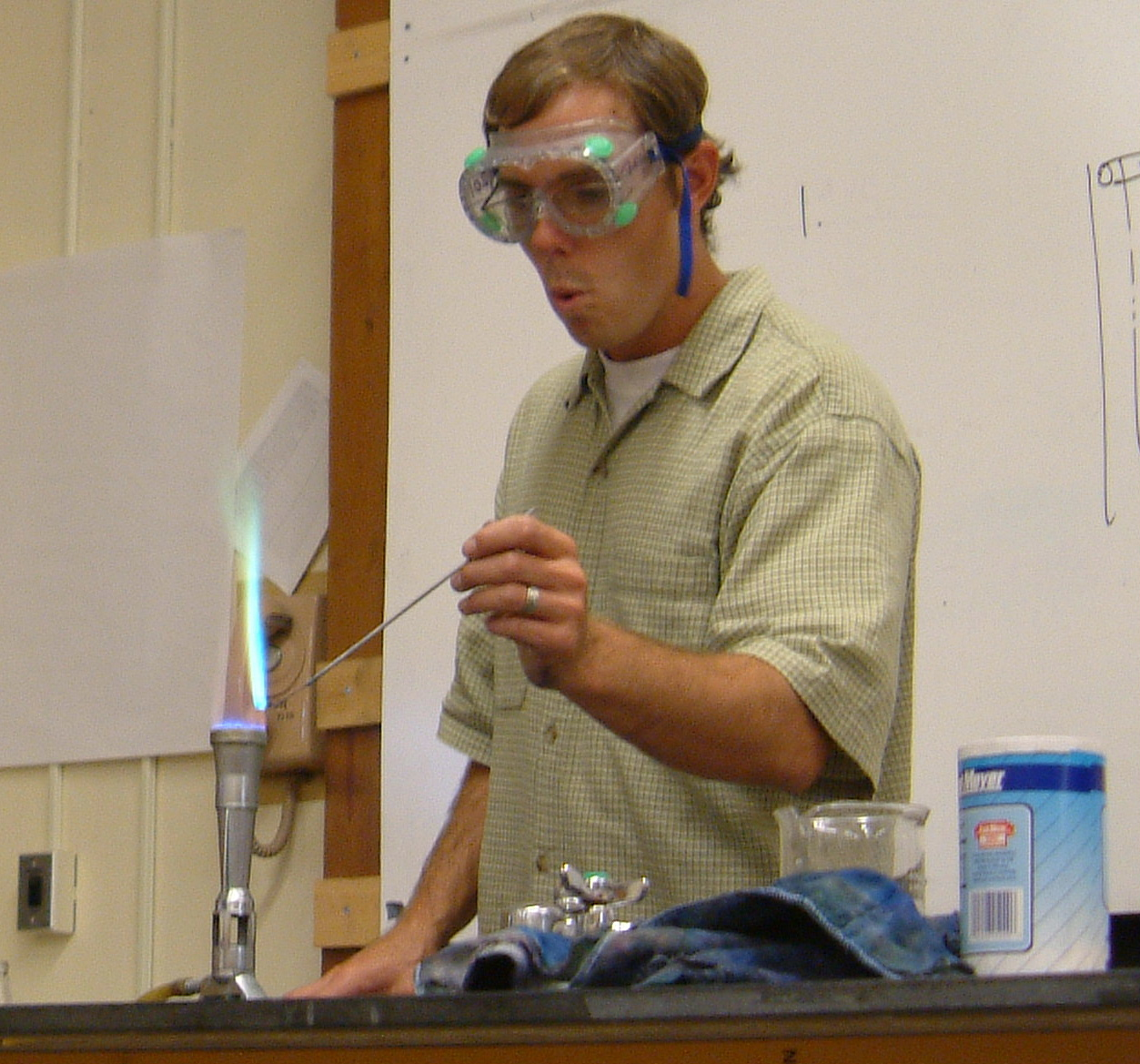
تعيين النحاس في هذا التحليل النوعي البسيط، واللون الأزرق المخضر في الشعلة دليل على وجود النحاس. (الصوديوم مثلا ينتج لونا برتقاليا أصفرا).

الكيمياء التحليلية هي دراسة التركيب الكيميائي للمواد الطبيعية والاصطناعية. حيث تهتم بالتقدير الكمي والنوعي للعناصر والمركبات المكونة للمادة المراد تحليلها بخلاف الفروع الأخرى من الكيمياء مثل الكيمياء اللاعضوية أو الكيمياء العضوية فإن الكيمياء التحليلية غير محصورة بنوع محدد من المركبات أو بنوع معين من التفاعلات الكيميائية. الخواص التي تدرس في الكيمياء التحليلية تتضمن الخواص الهندسية مثل شكل الجزيئات وتوزع الذرات بها إلى خواص مثل التركيب وتحديد المكونات من العناصر. تطورت الكيمياء التحليلية على يد الكيميائيين التحليليين وأسهم تطورها في تقدم كثير من العلوم الأخرى: بالذات الكيمياء وعلم الحياة بفروعه وعلوم الأرض والتربة: من تطوير للنظريات ومناهج البحث (علوم بحتة) إلى تطوير التطبيقات مثل التطبيقات الطبية الحيوية، البيئية ومراقبة التطورات البيئية والمناخية وتأثيرات الإنسان على البيئة، رقابة الجودة في الصناعة خاصة صناعة الأدوية، وحتى التحليلات الجينية والوراثية في أبحاث علم الأحياء والطب الجنائي.
كلاسيكيا تصنف طرق ومناهج الكيمياء التحليلية إلى نمطين: نوعية وكمية.
- تحليل لاعضوي نوعي: يبحث في إثبات وجود عناصر كيميائية في مركب ما أو وجود مركب لاعضوي في عينة ما.
- تحليل عضوي نوعي: يبحث عن تأكيد وجود زمرة وظيفية ما أو مركب عضوي في عينة ما.
- التحليل الكمي: يبحث في تحديد المقادير الدقيقة لعنصر ما أو مركب ما في عينة مأخوذة. أي يعين وزن المركب أو العنصر بالجرام أو بالمليجرام.

الكيمياء التحليلية الحديثة تنقسم إلى قسمين: الهدف التحليلي analytical targets (الغرض من التحليل)، أو طرق التحليل analytical methods (ابتكار طرق جديدة للتحليل).
بعد جمع المعلومات الناتجة عن تحليل العينات يعمد لاستخدامها في تشكيل منحنى تعيير calibration curve، وقد يستخدم قياسي داخلي (شاهد داخلي) internal standard حيث يضاف بكميات معروفة للعينة المحللة للمساعدة على تحديد الكميات في التحليل. المقادير الموجودة من المادة المراد تحليلها تحدد كنسبة مقارنة بالشاهد الداخلي أو الخارجي كوسيلة تعيير، خاصة في الطرق الحديثة.

## مقدمة

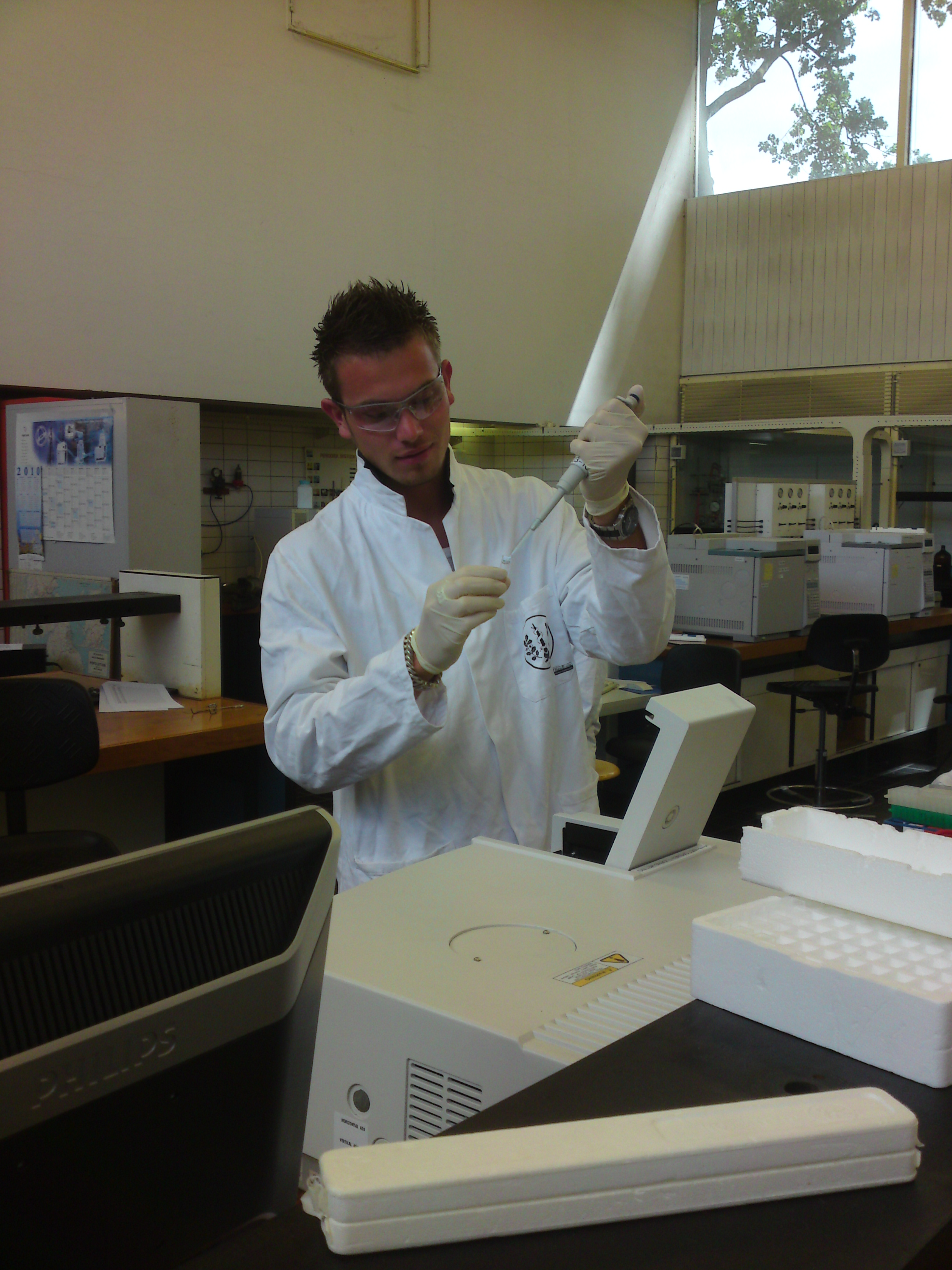

الكيمياء التحليلية هي فرع من علم الكيمياء يهتم بالتقدير الكمي والنوعي للعناصر أو المركبات المكونة للمادة المراد تحليلها. وينقسم هذا الفرع إلى عدة طرق واساليب يمكن استخدامها ولكل منها استخداماته وأهميته منها:
- التحليل الحجمي والتحليل الوزني
- التحليل الحراري
- التحليل النوعي
- التحليل الطيفي
- التحليل الآلي
- التحليل الكهربائي.

ويمكن لبعض هذه الطرق أن تكتشف وجود مركب compound أو العناصر وبحساسية عالية قد تصل إلى تركيز جزء من مليون مليار جرام/لتر.

## موضوع الكيمياء التحليلية ومهامها
إن طرق التحليل النوعي والتحليل الكمي متنوعة جدا. ولهذا يمكن أن تدرس مادة ما بطرق مختلفة. ويطلق اسم الكيمياء التحليلية على العلم الذي يختص بطرق التحليل. وبمعنى أوسع، فإن الكيمياء التحليلية علم لا يقتصر على طرق تحليل تركيب حليلة مراد تحليلها، بل يشمل أيضا طرق الدراسة الكيميائية المتعددة الجوانب للمواد المحيطة بنا على الأرض والكواكب التي نستطيع مراقبتها.
وتساعد الكيمياء التحليلية على حل العديد من المسائل، منها:
- إيضاح طبيعة العينة المدروسة (الحليلة analyte )، أي إثبات ما إذا كانت المادة المعنية من منشأ عضوي أو لا عضوي.
- تحديد أشكال وجود المكونات المستقلة في العينة (مثال وجود S0، أو S−2، أو SO−23، أو SO−24) ودرجة أكسدة العناصر (Fe+2، أوFe+3، أو Cr+2، أو Cr+3، وغيرها).
- تعيين تركيب وكمية كل من المكون الرئيسي (الذهب على هيئة فلز فطري مثلا) والشوائب الغريبة فيه (النحاس والفضة في عينة الذهب مثلا) وكذلك كمية الشوائب الدقيقة (أي الموجودات بكميات ضئيلة جدًا) وتوزعها المحلي في عينات تكنيكية عالية النقاوة (كالبورون في الجرافيت والحديد وأشباه الموصلات وغيرها).
- تعيين صيغة مركب مجهول (كمعدن ما أو مادة مصطنعة من جديد أو مستحضر دوائي مستخلص من النبات وما شابه ذلك).
- الكشف في المركب المعني عن عناصر تركيبية معينة ومن ثم تحديد بناء هذا المركب (كالكشف في المركب المدروس عن مجموعات هيدروكسيلية أو كربوكسيلية أو روابط ثنائية أو شقوق هيدروكربونية معينة أو ما شابه ذلك).

تشكل الكيمياء التحليلية جزءًا من علم الكيمياء، وذلك إلى جانب الكيمياء العامة والكيمياء اللاعضوية والكيمياء العضوية والكيمياء الفيزيائية.
ومادة الكيمياء التحليلية هي نظرية وتطبيق طرق التحليل المختلفة. أما مهماتها فهي التالية:
1. التطوير المتعدد الجوانب لنظرية طرق التحليل،
2. تحسين طرق التحليل الحالية وتعليلها علميا،
3. وضع طرق جديدة في التحليل تتفق ومتطلبات العلم المتطور والصناعة الحديثة،
4. تحليل المواد الطبيعية والوسط المحيط (الجو وغلاف الأرض المائي واليابسة) وكذلك المواد التكنيكية،
5. تأمين رقابة كيميائية تحليلية على الصناعة والأبحاث العلمية في مجال الكيمياء والصناعة الكيميائية والكيمياء الحيوية والكيمياء الزراعية والكيمياء الجيولوجية والميتالورجيا والبيولوجيا والطب وغيرها.

## تصنيف الطرق التحليلية
وفقا لأهداف التحليل
- كيمياء حيوية تحليلية
- تحليل المواد
- تحليل كيميائي
- تحليل بيئي
- كيمياء شرعية
- تحليل استشرابي

حسب طريقة التحليل

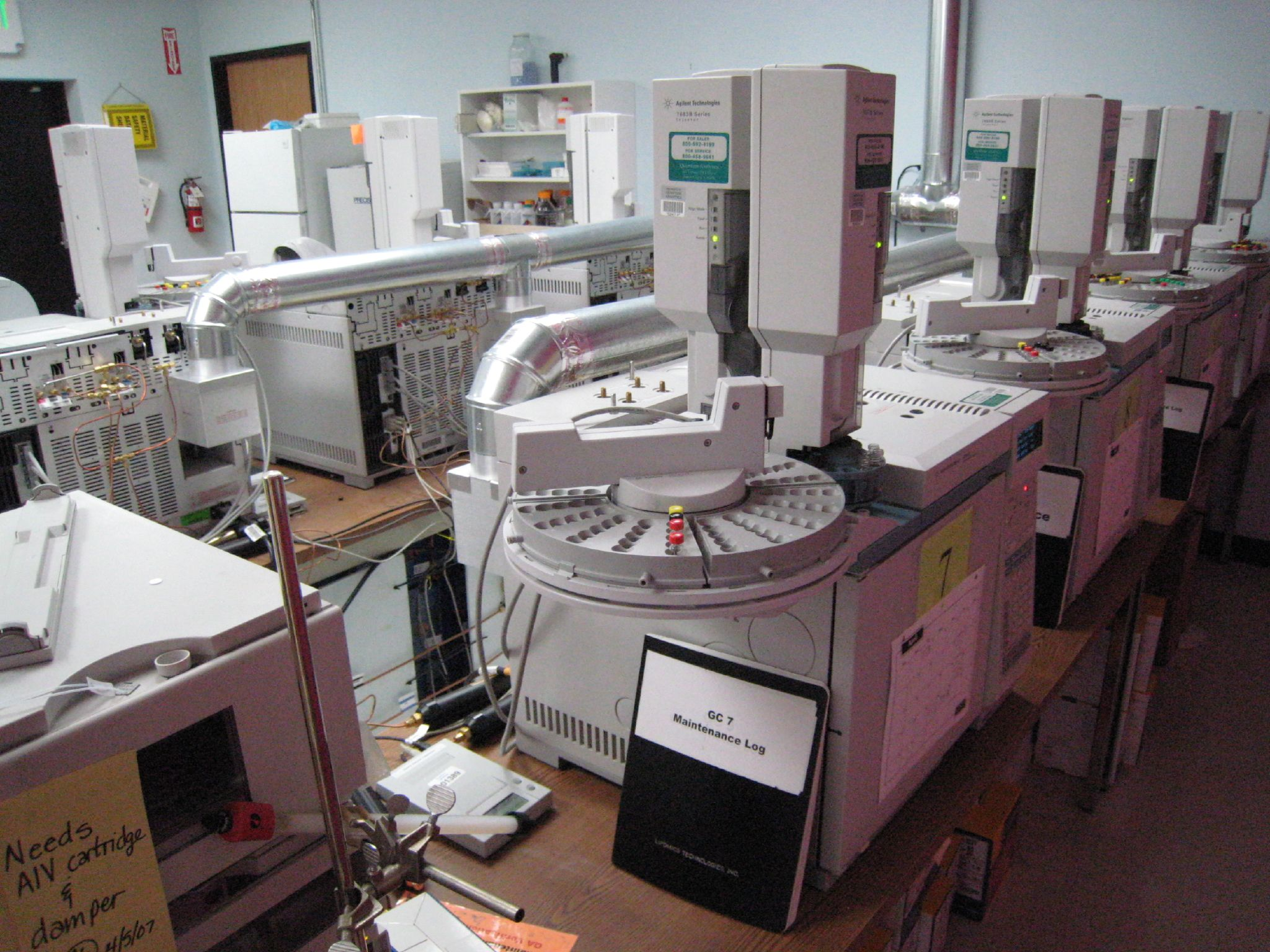
مختبر استشراب غازي (جهاز تحليل لوني غازي).

- طرق تقليدية: معايرة حجمية وتحليل وزني
- مطيافيات: قياس الضوء الطيفي وقياس الألوان
- مطياف الكتلة
- تحليل وزني حراري
- عمليات الفصل: مثل الكروماتوجرافي أو التفريق اللوني والرحلان الكهربائي
- بلورية
- مجهرية
- تحليل كهربائي بواسطة بطارية مثلا.
- قائمة كاملة وقائمة بطرق تحليل المواد أو دمج بين عدة تقنيات هجينة:

## أهمية الكيمياء التحليلية

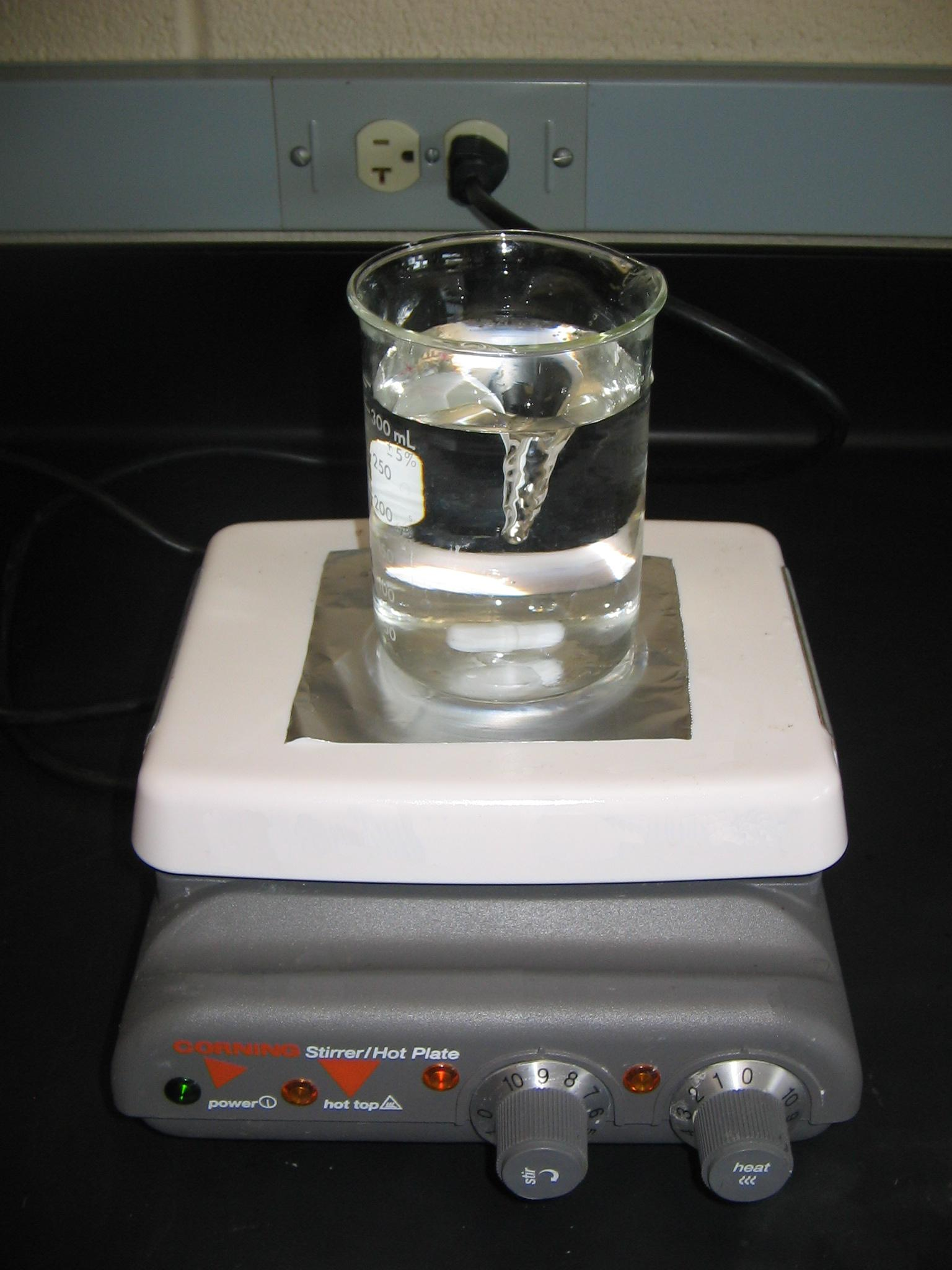
قضيب تحريك أثناءالعمل، يحركه من أسفل مغناطيس كهربي دوّار.

تقوم الكيمياء التحليلية في كثير من العلوم بدور مهم، وكذلك فهي لاغنى عنها أساسًا في علم الحياة، إذ يستفاد من التقنية التحليلية في دراسة المواد الحية وعمليات التمثيل الغذائي وغيرها، ولا يستطيع الأطباء تشخيص الأمراض دون الاستناد إلى نتائج التحليلات اللازمة لذلك. كما نجد أن تقسيم المعادن جاء بعد معرفة تامة بالمكونات الكيميائية له. ولا يستطيع الفيزيائيون تشخيص نواتج تصادم الدقائق ذات الطاقة العالية بدون استخدام التقنية التحليلية في الصناعة الحديثة. إن قيمة المواد الخام ومدى نقاوة منتج صناعي وملاءمته للاستعمال والسيطرة على العمليات الصناعية في مرحلة أو أكثر نحتاج إلى معرفة الكيمياء التحليلية للتأكد من جودة الإنتاج الصناعي.

## أنواع الكيمياء التحليلية

### التحليل النوعي أو الوصفي
هو مجموعة العمليات التي يتم فيها الكشف عن تركيب المواد أو المركبات أو العناصر الداخلة في تركيب مادة معينة أو خليط من المواد سواء أكان في الحالة الصلبة أو محلول في مذيب معين ولايتعرض هذا التحليل إطلاقًا إلى كميات هذه المكونات.
وهو الذي يهتم بالمظهر الخارجى للمركب مثل اللون والرائحة والطعم

### التحليل الكمي
ويبحث في تقدير كميات المكونات أو العناصر الداخلة في تركيب المركب الكيميائي أو الخليط، ويتبين من هذا أن التحليل النوعي لمادة مجهولة التركيب يسبق عادة التحليل الكمي لها؛ لأنه لا يجوز تقدير مادة معينة تقديرًا كميًا ما لم يتأكد من وجودها وصفيًا. ويشمل التحليل الكمي على:

#### التحليل الوزني
ويتم التحليل الكمي بالوزن بترسيب المادة وتقديرها كميًا في هيئة عنصر منفرد أو مشتق معين معروف التركيب يفصل عن المحلول بالترسيب أو الطرد المركزي ثم غسله وتجفيفه ووزنه، فيحسب وزن المادة المراد تقديرها من معرفتنا لوزن الراسب وتركيبه بدقة. فمثلا يمكن تعيين نسبة الكلور في ملح الطعام مثلا بإذابة وزن معين من الملح في الماء ثم إضافة محلول نترات الفضة إليه فيترسب على شكل كلوريد الفضة، ثم يرشح الراسب ويغسل ويجفف ثم يوزن لمعرفة كمية الكلور ونسبته في الملح، ويضم التحليل الوزني الطرق التي يتم فيها تقدير أوزان المواد أو بعض مكوناتها بطريقتين هما:
- الطريقة المباشرة:

وفيها يتم تحديد قياسات الأوزان لنواتج العملية التحليلية المعروفة التركيب.
- الطريقة غير المباشرة:

إذ تحدد بواسطتها قياسات الأوزان المفقودة أو الناقصة في الوزن بوصفها نتيجة لخاصية التطاير بالعينة.

#### طرق التحليل الحجمي
تستعمل في هذه الحالة طرق مباشرة وغير مباشرة لتعيين أوزان المواد أو بعض مكوناتها وتشمل هذه الطرق ما يلي:
- طريقة المعايرة الحجمية:

وتتضمن استعمال محاليل ذات تراكيز معلومة وقياس حجوم مثل هذه المحاليل التي تتفاعل كميًا مع محلول المادة المراد تقديرها لحد نقطة معينة تسمى نقطة التكافؤ أو نقطة انتهاء التفاعل التي يمكن الكشف عنها بواسطة الأدلة التي تتضمن تغيرًا حادًا في خواص المحلول كاللون أو التعكير الذي تلحظهما بالعين المجردة أو تقاس بالطرق الكيميائية الفيزيائية كقياس فرق الجهد أو التوصيل الكهربائي. ويسمى المحلول المعلوم التركيز بالمحلول القياسي وهو المحلول الذي يحتوي حجم معين منه على وزن معلوم من المادة المذابة. أما عملية إضافة المحلول القياسي من السحاحة إلى حجم معين من محلول المادة المجهولة التركيز في الدورق المخروطي أو العكس حتى يتم التفاعل فتسمى بعملية المعايرة. ومن قوانين التكافؤ الكيميائي وتحديد حجم المحلول القياسي المستعمل في المعايرة نستطيع أن نعين وزن المادة المجهولة أو النسب الوزنية لما فيها من مكونات سواء أكان بطرق مباشرة أو غير مباشرة.
- التحليل الغازي:

وتقاس بهذه الطريقة كمية الغازات المستهلكة وفيه تقدر المادة بتقدير حجم الغاز الذي قد يكون هو المادة المراد تقديرها أو ناتجًا عن تفاعل تلك المادة مع مواد أخرى بحيث تعطي غازًا يمكن تقديره. ويجب أن لا يفهم بأن عمليات التحليل الكمي والنوعي لا يمكن أن تتم إلا عن طريق التفاعلات الكيميائية. وعمليات الفصل بالطرق الطبيعية لها أثرها الواضح في بناء أكثر مراحل التحليل الكروماتوجرا في لمكونات الخليط ثم يلي ذلك التمييز بطرق كيميائية. ومع أن طرق التحليل الحجمي تتطلب توفر شروط وخبرة لتجاوز الأخطاء أو العيوب فأنها تفضل في التطبيق العملي والاستعمال على طرق التحليل الوزني؛ على الرغم من دقة النتائج التي يمكن الحصول عليها عند استعمالها لكنها تتركزوتستغرق وقتًا طويلا ً لإتمام التحليل، قد يتجاوز الانتظار للحصول على نتائجها عدة ساعات أو أيام، وهو ما لا يتفق والحاجة العملية خاصة في السيطرة الكيميائية على العمليات الصناعية لتوجيه التفاعلات إلى الوجهة الصحيحة للحصول على نتائج ذات مواصفات عالية الجودة.'''

### طرقالتحليل الآلي
تقدر المادة بقياس بعض من خواصها الفيزيائية أو الكيميائية مثل الكثافة واللون ومعامل الانكسار والتوصيلة الكهربائية والتغيرلت الحرارية والكهربائية.....الخ. وتعتمد هذه الطرق أساسًا على القياسات الآتية:
1. انبعاث الطاقة الضوئية

يتضمن هذا القياس إثارة المادة إلى مستويات عالية من الطاقة بالطاقة الضوئية أو الكهربائية ثم رجوعها إلى مستوى طاقة منخفض فينبعث منها من الطاقة الممتصة وتكون مقياسًا لكمية المادة وذلك بواسطة الطرق الآتية:
- طرق تسجيل الطيف الانبعاثي (emission spectrography)، حيث تثار المادة باستخدام القوس الكهربائي.
- المطياف الفوتومتري باللهب(flame photometry)، حيث تثار المادة باستخدام أنواع مختلفة من اللهب وبعد رجوع المادة إلى حافة طاقة منخفضة تقاس كمية الضوء المنبعثة.
- وميض الأشعة السينية (x-ray fluorecence)حيث تثار المادة بأشعة سينية ذات طول موجي معين وبعد رجوعها إلى حالة طاقة منخفضة تقاس الأشعة المنبعثة وهي التي تقوم بتمييز العنصر.

1. امتصاص الطاقة الضوئية

ويتضمن قياس كمية الطاقة الضوئية عند طول موجه معينة تمتصها المادة المراد تحليلها، ولهذا يمكن استخدام مايلي:
أ - الطرق الطيفية اللونية.

ب - الطرق الطيفية في المنطقة فوق البنفسجية.

جـ- الطرق الطيفية في المنطقة تحت الحمراء.

د - طريقة الأشعة السينية.

هـ- الرنين النووي المغناطيسي: تتضمن هذه الطريقة التفاعل بين موجات الراديو وأنوية الذرات التي تكون في مجال مغناطيسي.
1. الطرق الكهربائية

أ - التحليل بطريقة التوصيل الكهربائي حيث يقاس التغير في معامل التوصيل الكهربائي لمحلول النموذج.

ب - التحليل بقياس فرق الجهد حيث يقاس الجهد الكهربائي المتغير في أثناء التفاعل عند وضع القطب في المحلول ويمكن معرفة انتهاء التفاعل ومن ثم يمكن حساب تركيز المواد المتفاعلة.

جـ- التحليل بقياس الكمية الكهربائية حيث تقاس الكمية الكهريائية بالكولوم اللازمة لإكمال التفاعل الكهروكيميائي.

د - البولاروجرافيا حيث تقاس قيمة التيار الكهريائي حيث تتناسب مع تركيز المادة التي تختزل أو تتأكسد في تفاعل كهروكيميائي عند القطب المايكروني.
1. التحليل الكروماتوجرافي

يعتمد هذا النوع من التحليل على اختلاف المواد بعضها عن بعض في ميلها للأمتزاز أو التجزئة أو التبادل خلال سطح مغلف بمذيب مناسب أو خلال مادة كيميائية ومن ثم يمكن أن تنفصل تلك المواد، وتنقسم طرق التحليل الكروماتوجرافي إلى:
1. كروماتوجرافيا الادمصاص: ويقصد به التحليل الكروماتوجرافي عن طريق الأدمصاص على السطح.
2. كروماتوجرافيا التبادل الأيوني: ويقصد به التحليل الكروماتوجرافي عن طريق تبادل الأيونات بين مادة التقدير وبين أيونات السطح الذي يحدث عملية التبادل وهي مادة كيميائية راتنجية.
3. كروماتوجرافيا التجزئة: ويقصد به التحليل الكروماتوجرافي عن طريق الفصل التجزيئي لمخلوط من عدة مواد وتنقسم هذه الطريقة إلى كروماتوجرافيا العمود بالتجزئة ويتم فيها التحليل على عمود معبأ بمادة معينة.
4. كروماتوجرافيا الطبقة الرقيقة: وفيه يتم التحليل الكروماتوجرافي بالادمصاص أو التوزيع على ألواح زجاجية تنثر عليها مادة مسامية يجرى عليها الفصل والتحليل.

5.كروماتوغرافيا الأداء الفائق للسوائل HPLC:
تفضل طرق الاستشراب السائل فائق الأداء (High-performance liquid chromatography) (HPLC) على الطرق المتبعة الأخرى في التحليل الكمي. وذلك لنوعيتها المثالية للحليلة analyte أو الحلائل المراد فصلها، بحيث نحصل على فصل نوعي ودقيق لمكونات المزيج المراد التعرف عليه.
إن أجهزة الـ HPLC متوفرة بسهولة لأنها تستخدم في مجالات متعددة منها مجال التقانة الحيوية والتقانة الطبية السريرية والتحاليل الصيدلانية. إضافة إلى استخدامها في الكيمياء ومستحضرات التجميل وفي الطاقة والبيئة والصناعات الغذائية. كما وأن توافر أجهزة بأسعار مقبولة وذات كفاءة متطورة وموثوقة قد جعل أجهزة الـHPLC هي الطريقة المفضلة في التحاليل الصيدلانية وذلك بدءً من إنشاء Synthesis العقار أو فصل مكوناته أو ضبط جودته.
لقد تطور استخدام الـHPLC بشكل كبير خلال العقود الماضية ففي الستينات تم وضع الأسس والمبادئ النظرية لهذه التقنية، وأدى التطور في مواد تعبئة عمود الاستشراب في السبعينات إلى تطور الاستشراب بالطور العكوس. وفي الثمانينات أدى التطور في الحواسيب والأتمتة إلى سهولة استخدام الـ HPLC. وفي التسعينات طورت أعمدة الاستشراب الميكرونية (الصغيرة) وأعمدة الاستشراب المتخصصة لاستعمال محدد، المشعرات (متحريات) Detector الثابتة، بالإضافة إمكانات الحصول على البيانات المتكاملة وتخزينها واسترجاعها، مما أدى إلى الزيادة الكبيرة في فعالية وسرعة أجهزة الـ HPLC.
1. كروماتوجرافيا الغاز: ويتضمن هذا التحليل الكروماتوجرافي باستخدام غاز ناقل يقوم بحمل أبخرة المواد المحللة فيتم اتصال أبخرة هذه المواد تبعًا لدرجات غليانها أي تظهر أولا ً المواد ذات درجات الغليان المنخفضة يتبعها المواد ذات درجات الغليان العالية وتخرج هذه الأبخرة لتنضم إلى الغاز الناقل ومن ثم يمكن فصل هذه المواد عن بعضها وتعينها ويمكن أيضًا بطريقة كروماتوجرافيا الغاز إجراء التقدير الكمي لهذه المواد المنفصلة.

#### طرق مختلفة
1. التحليل باستخدام البولاروميتر: يقاس مقدار الانحراف الناتج عند مرور الضوء المستقطب خلال المحلول.
2. التحليل بقياس انكسار الضوء: يقاس معامل الانكسار الذي يقوم بتعيين التركيب الكيميائي للخليط.
3. مطياف الكتلة: يمكن بهذه الطريقة قياس النسبة بين شحنة كتلة أيونات مختلفة ناتجة من تكسير جزيئات كبيرة ومنه يمكن إيجاد الوزن الجزيئي والتركيز.
4. التوصيل الحراري: وفيه يقاس التوصيل الحراري ويستدل منه على تركيب المادة.
5. طرق تحليل المواد المشعة: وفيه تشع المادة لتصبح ذات نشاط إشعاعي ثم تعد الأشعة أو الجسيمات المتدفقة منها لغرض تقديرها كميًا.

## اقرأ أيضا
- طريقة كارل-فيشر
- تحليل وزني حراري
- قضيب تحريك
- تحديد العمر إشعاعيا
- التحليل الكيميائي النيوتروني
- التلوث الاشعاعي
- تخفيف النظائر

## وصلات خارجية
- الجمعية الكيميائية الأمريكية: قسم الكيمياء التحليلية
- الجمعية الملكية للكيمياء: الكيمياء التحليلية نسخة محفوظة 17 أكتوبر 2012 على موقع واي باك مشين.